# Adolphe Menjou
Adolphe Jean Menjou (Pittsburgh, 18 februari 1890 – Beverly Hills, 29 oktober 1963) was een Amerikaans acteur.
Nadat Menjou ervaring had opgedaan in de vaudeville, maakte hij zijn filmdebuut in 1916. Toch was dit toentertijd niet zijn vaste baan, aangezien hij bij de ambulance werkte tijdens de Eerste Wereldoorlog.
Nadat Menjou terugkeerde van de oorlog, groeide hij uit tot een ster, nadat hij rollen kreeg in bekende films, waaronder The Three Musketeers (1921) en The Sheik (1921). Na zijn verschijning in A Woman of Paris (1923) groeide hij zelfs uit tot een rolmodel.
Ook al daalde zijn populariteit na het opkomen van de geluidsfilm, Menjou beleefde het hoogtepunt in zijn carrière toen hij een Academy Award-nominatie kreeg voor zijn rol in The Front Page (1931). Zijn carrière duurde uiteindelijk tot aan het eind van de jaren 50.

## Filmografie (selectie)
- 1921: Through the Back Door
- 1921: The Three Musketeers
- 1921: The Sheik
- 1923: A Woman of Paris
- 1924: The Marriage Circle
- 1924: Forbidden Paradise
- 1925: The Swan
- 1926: A Social Celebrity
- 1930: Morocco
- 1931: The Easiest Way
- 1931: The Front Page
- 1932: Forbidden
- 1932: A Farewell to Arms
- 1933: Morning Glory
- 1934: Little Miss Marker
- 1935: Gold Diggers of 1935
- 1936: The Milky Way
- 1936: One in a Million
- 1937: A Star Is Born
- 1937: One Hundred Men and a Girl
- 1937: Stage Door
- 1938: The Goldwyn Follies
- 1939: Golden Boy
- 1941: Road Show
- 1942: Roxie Hart
- 1942: You Were Never Lovelier
- 1943: Hi Diddle Diddle
- 1947: The Hucksters
- 1948: State of the Union
- 1949: My Dream Is Yours
- 1950: To Please a Lady
- 1951: Across the Wide Missouri
- 1957: Paths of Glory
- 1960: Pollyanna

- Bibsys: 4055225
- Biblioteca Nacional de España: XX1295253
- Bibliothèque nationale de France: cb139737367 (data)
- CiNii: DA12809508
- Gemeinsame Normdatei: 140668217
- International Standard Name Identifier: 0000 0001 2131 2925
- Library of Congress Control Number: n86138591
- MusicBrainz: 5811f113-d74e-4b39-801c-dd801d2ba154
- Nationale Bibliotheek van Tsjechië: xx0186112
- Nationale bibliotheek van Australië: 35679255
- Nationale Bibliotheek van Israël: 987007430180705171
- Nederlandse Thesaurus van Auteursnamen: 124153909
- Istituto Centrale per il Catalogo Unico: RAVV088475
- SNAC: w6pp0z66
- Système universitaire de documentation: 051641569
- Trove: 1039139
- Virtual International Authority File: 46953966
- WorldCat: E39PBJwHcqYCMJ7wBfdWcVMHG3